# 源済子
源 済子（みなもと の さいし/すみこ/なりこ、生没年不詳）は、平安時代前期の女官。文徳天皇の皇女で、清和天皇の女御。
仁寿3年（853年）6月11日、能有ら兄弟姉妹七人とともに源朝臣姓を賜り臣籍降下。貞観9年（867年）8月29日、異母兄・清和天皇の女御となるが子女はなかった。貞観10年（868年）正月8日に無位から従四位下に叙位され、元慶3年（879年）3月7日に他の清和天皇の女御十人とともに宮廷を退いている。仁和2年（886年）に外祖母（多治氏）の追贈を修し、また父母の追善に菩薩像を描いた。その時に菅原道真によって作られた願文が『菅家文草』に残っている。